# فلوربل میوئیر
فلوربل میوئیر (انگلیسی: Florabel Muir؛ ‏ ۶ مهٔ ۱۸۸۹ – ۲۷ آوریل ۱۹۷۰) روزنامه‌نگار اهل ایالات متحده آمریکا بود.
از فیلم‌هایی که وی در آن‌ها نقش داشته‌است، می‌توان به جوانان مبارز اشاره نمود.